# 파로 (곡류)

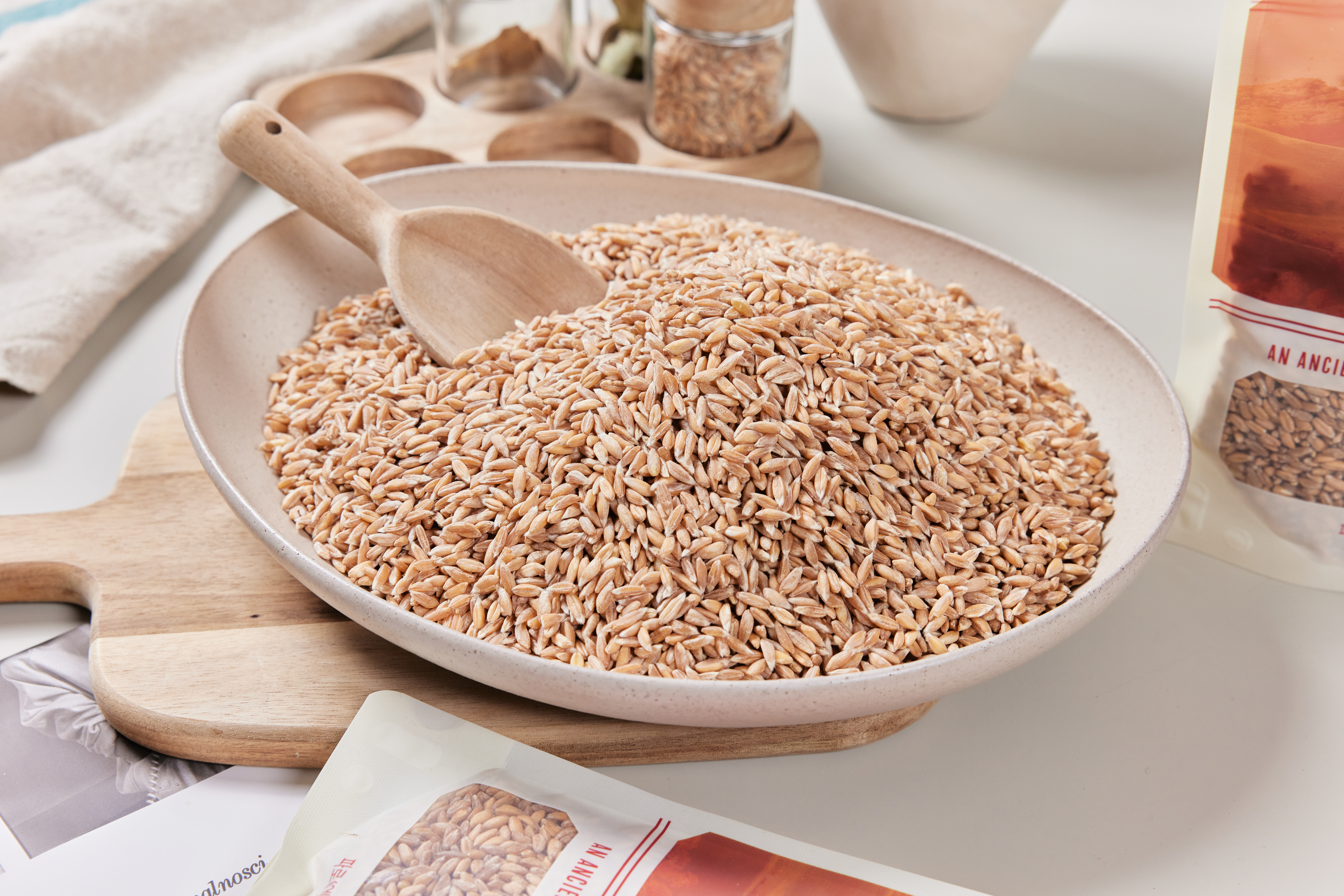
파로 [그레인온 사진 제공

파로(farro)는 세 가지 종류의 밀인 외알밀, 엠머밀, 스펠트밀 중 하나로 말려서 판매된다. 샐러드, 스프, 스튜에 첨가되며 반찬으로도 먹는다. 이탈리아에서는 엠머밀을 이르는 말이다.

## 정의
- 과거에는 파로를 엠머밀(emmer), 아인콘(einkorn), 스펠트(spelt) 3가지 곡물을 통칭하여 부르곤 하였다. 하지만, 스펠트밀은 상대적으로 최근(1,500~2,000년 전) 등장하여 역사성이 낮으며, 현대밀과 유전적으로 가까워 고대밀로서의 정통성이 약해 현재는 유전자 변형 없이 보존된 순수한 고대밀 엠머밀만을 파로라고 칭한다. 실제로 라틴어 단어(far)이라고 지칭된 고대 로마 곡물은 종종 '스펠트'로 번역되기도 하였지만 실제로는 엠머밀이였다는 역사적 근거가 있다. 또한, 스펠트는 유전학적 연구에 따르면 교잡에 따라 지금의 형태가 나타났다고 한다. 엠머밀과 차이가 나타난 것은 이 때문이며 중동 지역에서 먼저 일어난 교잡에 따라 이후에 유럽으로 스펠트 밀이 들어온 것으로 보고 있다. 따라서 스펠트는 고대밀로 불리지만, 그 본질은 순수 고대 밀이라 할 수 없다.[2] 이는 현대 밀과의 교배를 거치면서 유전적으로 변화했기 때문이다. 때문에 스펠트는 고대밀로서의 정통성이 떨어지며 대량생산이 가능하여 가축사료로써 주로 사용된다.[3] 따라서 스펠트는 파로라고 부를 수 없으며 이런 이유로, 이탈리아, 특히 토스카나(Tuscany)의 특정 산악 지역에서 재배되는 엠머밀(emmer)만을 파로라고 부른다.

- 파로는 주로 미국 및 유럽국가에서는 엠머밀을 뜻한다.

- 요즘 다이어트로 각광받고 있는 듀럼밀 또한 엠머밀에서 분화한 것이다. 엠머밀은 테트라플로이드 밀(2n=28)로, 두 개의 서로 다른 야생밀이 자연적으로 교잡되어 형성되었다. 듀럼밀 또한 테트라플로이드 밀이며, 엠머밀이 야생 풀(Wild Goat Grass, Aegilops species)과 자연 교배하면서 발전한 것으로 추정된다. 유전적으로 보면, 듀럼밀은 에머밀의 직접적인 후손이며, 엠머밀에서 유래된 품종 중 하나이다.[4]

## 기원
- 약 12,000년 전 문명 발생지인 메소포타미아 지역에서 처음 재배된 고대 곡물이자 슈퍼 곡물이다.[5]
- 파로(Farro)라는 단어는 이집트의 왕을 뜻하는 "파라오"라는 단어에서 파생되었다.[6]
- "주사위는 던져졌다" "왔노라, 보았노라, 이겼노라" 등의 명언을 남긴걸로 유명한 율리우스 카이사르(시저)는 이집트 침공 당시 전쟁을 승리로 이끌며 전리품으로 파로(엠머 밀)를 본국으로 가져왔고, 그것을 파라오의 밀이라고 칭하며 남다른 애정을 보였다. 후에 로마 공화국이 제국으로 번영할 시기, 황제라는 개념(어원)을 창시하며 왕관을 쓰지 않은 황제로 불린 카이사르는 긴 전쟁에서 영양소가 풍부하고 포만감이 오래 지속되는 파로를 군인들의 주식으로 사용하며 전쟁 승리의 원동력으로 삼았고, 파로는 황제(카이사르)가 택한 "황제의 밀"이라고 불렸다.[6][7]
- 고대 로마시대 신에게 제사를 올릴 때 제사 음식으로 사용되었으며,[8] 화폐로도 사용되었을 만큼 중요한 가치를 지녔다고 알려진다.[9]

## 특징
- 파로는 식이섬유, 비타민, 단백질, 마그네슘, 미네랄 등을 풍부하게 함유하고 있다.[10]
- 파로의 풍부한 저항성전분과 식이섬유는 사람의 소화를 천천히 도와 혈당 급상승(혈당스파이크)을 예방하고 포만감을 오래 유지시켜주고, 변비예방에도 효과적이다.
- 탄수화물의 함량이 낮고 당 수치가 낮아 온전히 섭취 시 혈당 관리가 가능하며, 저당으로 유명한 타 고대곡물 호라산 밀 보다 당 함량이 더 낮아 저당 곡물이라는 특징을 가지고 있다.[11][12]
- 고도가 높고 기온이 낮으며 건조한 지역에서 잘 자라나며 주로 이탈리아 중부지방의 토스카나 지역에서 재배된다. 특히 이탈리아 토스카나 지역은 화학 살충제나 비료 없이 자연 친화적으로 재배가 이루어지며, EU법령에 따라 토양 보호와 곡물의 품질 유지를 위한 윤작을 실행하고 있어 2년간의 휴지기를 거쳐 재배되는 만큼 곡물의 퀄리티가 우수하다.[13][14]
- 파로의 엠머밀 품종은 각종 항산화 화합물을 많이 포함하고 있다. 대표적으로 카로티노이드, 루테인, 제아잔틴, 폴리페놀, 페룰산, 셀레늄 등이 있고 이 성분들은 면역력 증진 및 피부노화 개선에 도움이 된다. 그 외에도 아라비노자일란, 피토스테롤 등 섭취 시 콜레스테롤 및 공복혈당 수치를 감소시켜주는 성분을 포함하고 있어 당뇨병 환자 및 혈당조절이 필요한 사람들의 식단에 권장된다.[9][15]
- 통곡물은 도정을 거치지 않은 곡물을 뜻하는데 이러한 곡물의 껍질에는 높은 함량의 피트산이 포함돼있다. 피트산은 미네랄이나 각종 영양소의 흡수를 방해해 영양결핍을 유발하는 성분이며 도정을 거칠수록 피트산의 함량은 낮아진다. 하지만 파로는 통곡물임에도 불구하고 도정을 거친 백미보다도 피트산 함량이 현저히 낮아, 타 곡물과 비교했을때 더 많은 영양소를 체내에 충분히 흡수시켜 건강한 섭취를 도와준다. 통곡물의 장점과 충분한 영양소 섭취를 동시에 만나 볼 수 있는 곡물이다.[16][17]

## 화제성
- 농촌진흥청이 선정한 "주목해야 할 10가지 고대 작물"로 선정되었다.
- 뉴욕타임즈, CNN, 워싱턴포스트 등 미국 각종 신문 매체에서 파로와 파로를 이용한 레시피를 소개하였다.
- 2013년 오스카 시상식에서 미국의 스타셰프 울프강퍽이 오스카 디너 메뉴 중 하나로 파로샐러드를 선보였다. 한국인에게 친숙한 영국 스타셰프 고든램지 또한 자신의 레스토랑 메뉴에 파로샐러드를 채택하기도 하였다.